# Незомієві
Незо́мієві (Nesomyidae) — родина екзотичних «хом'яко-мишей» з надродини мишуватих (Muroidea), поширених в Африці й на Мадагаскарі.

## Взаємини з іншими групами
Раніше найчастіше незомієвих включали на правах підродини у склад родин мишових (Muridae) або хом'якових (Cricetidae).
Тепер за незомієвими визнають ранг родини.

## Склад родини
У складі родини розрізняють 5 підродин і 22 роди (загалом до 60 видів).
- підродина Cricetomyinae
  - роди Beamys, Cricetomys, Saccostomus
- підродина Dendromurinae
  - роди Dendromus, Megadendromus, Dendroprionomys, Prionomys, Malacothrix, Steatomys
- підродина Mystromyinae
  - рід Mystromys (1 вид)
- підродина Nesomyinae
  - роди Brachytarsomys, Brachyuromys, Eliurus, Gymnuromys, Hypogeomys, Macrotarsomys, Monticolomys, Nesomys, Voalavo
- підродина Petromyscinae
  - роди Petromyscus, Delanymys

## Рідкісні види
У складі родини є значна кількість рідкісних і вразливих видів, що мають високі охоронні категорії за червоними переліками МСОП.